# کژچکووو-نووه بینگکی
کژچکووو-نووه بینگکی (به لهستانی:  Krzeczkowo-Nowe Bieńki) یک روستا در لهستان است که در گمینا چژو واقع شده‌است.